# Pelèiades
Les Pelèiades (en grec antic: αἱ πελειάδες 'les colomes') eren les profetesses de l'Oracle de Dodona a l'Èpir, i sacerdotesses de Dione, filla de Nereu i companya de Zeus.
Les Pelèiades s'identificaven amb els coloms de l'oracle (en grec πελειαι 'coloms' i també sacerdotesses de Dodona). Estrabó diu que entre els molossos i els epirotes tenia a més, el significat de 'dones d'edat avançada'.
Heròdot dona el nom de tres sacerdotesses que actuaven en el seu temps: Promènia, Timareta i Nicandra. Pausànias diu que les Pelèiades van ser les primeres que van cantar: «Zeus va ser, Zeus es, Zeus serà, oh gran Zeus. Gea dona fruits, per això heu de glorificar la mare Terra».
Homer menciona només uns sacerdots masculins a Dodona, els Sells, intèrprets de l'oracle, cosa que fa pensar que en primer lloc els profetes eren homes i després van ser dones. Però Pausànias diu que les Pelèiades eren més antigues que Femona, la primera intèrpret d'Apol·lo a Delfos.
Sobre les seves tècniques d'endevinació se'n sap poc. S'ha suposat que la profetessa (o profetesses) s'asseia sota la famosa alzina de Dodona per a donar l'oracle. Escoltava el soroll del vent a les branques de l'arbre després d'haver begut aigua de la font sagrada. A l'alzina hi vivien també les colomes, però no sembla que s'utilitzessin per a les profecies. S'han trobat unes làmines de plom escrites amb la resposta de l'oracle, i sembla que, al contrari del que passava a Delfos, les sacerdotesses no eren consultades directament, sinó a través dels sacerdots del culte, que redactaven les respostes. Ciceró diu que les Pelèiades també vaticinaven a través de les sortes, ja que donaven respostes a partir de l'extracció a l'atzar d'un papir prèviament escrit.